# Legislatura statale della California

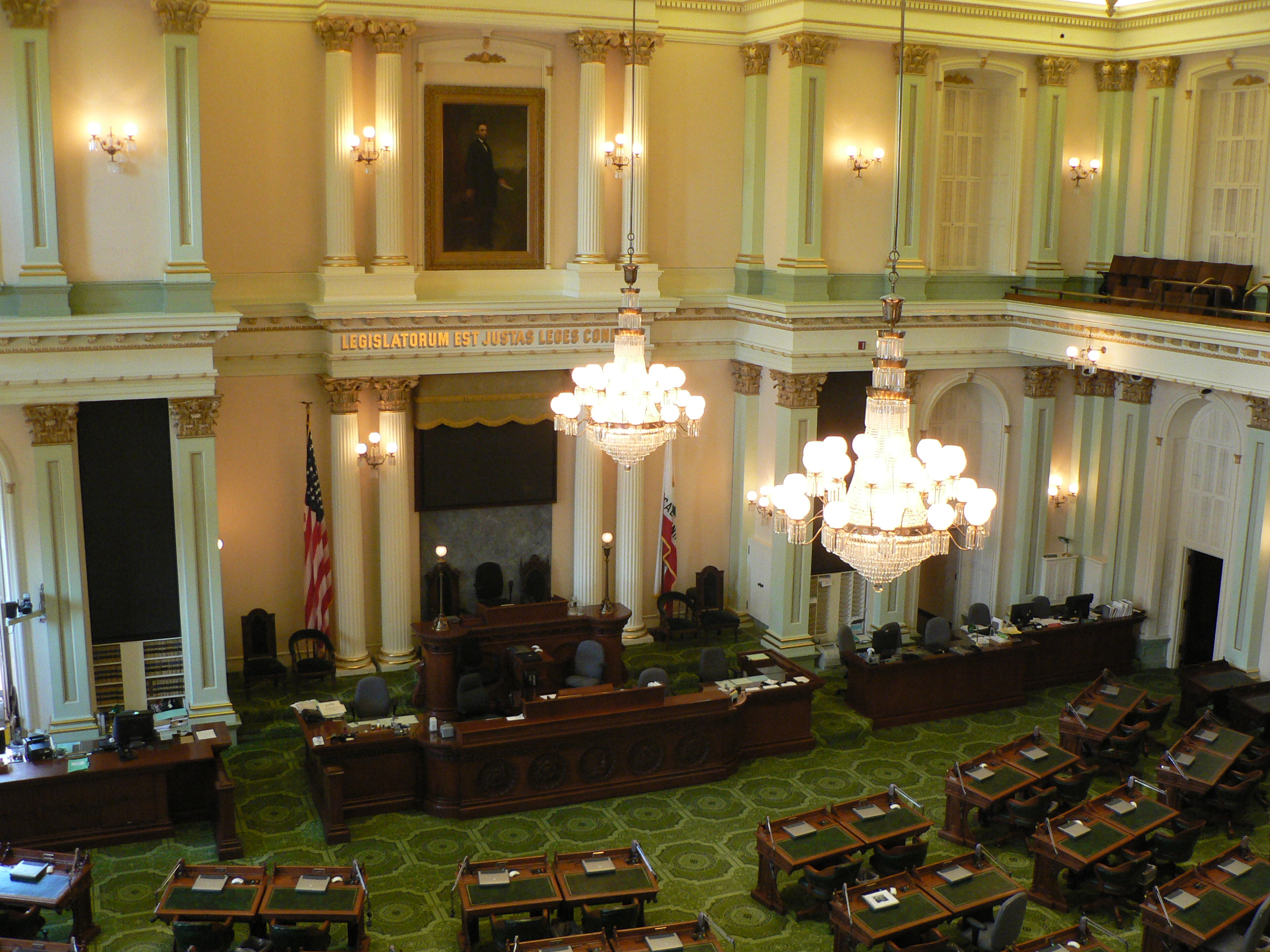
Assemblea della California

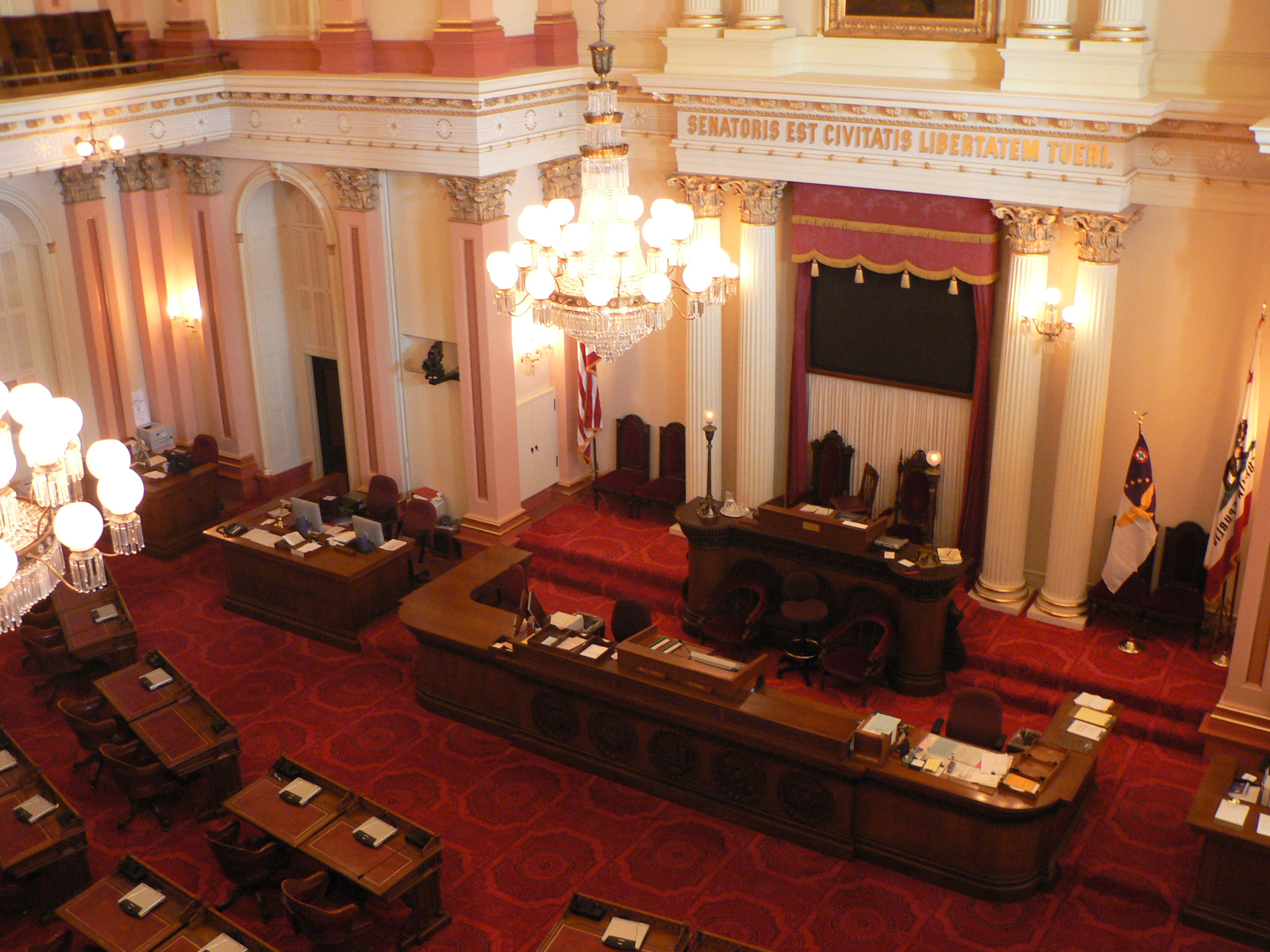
Senato della California

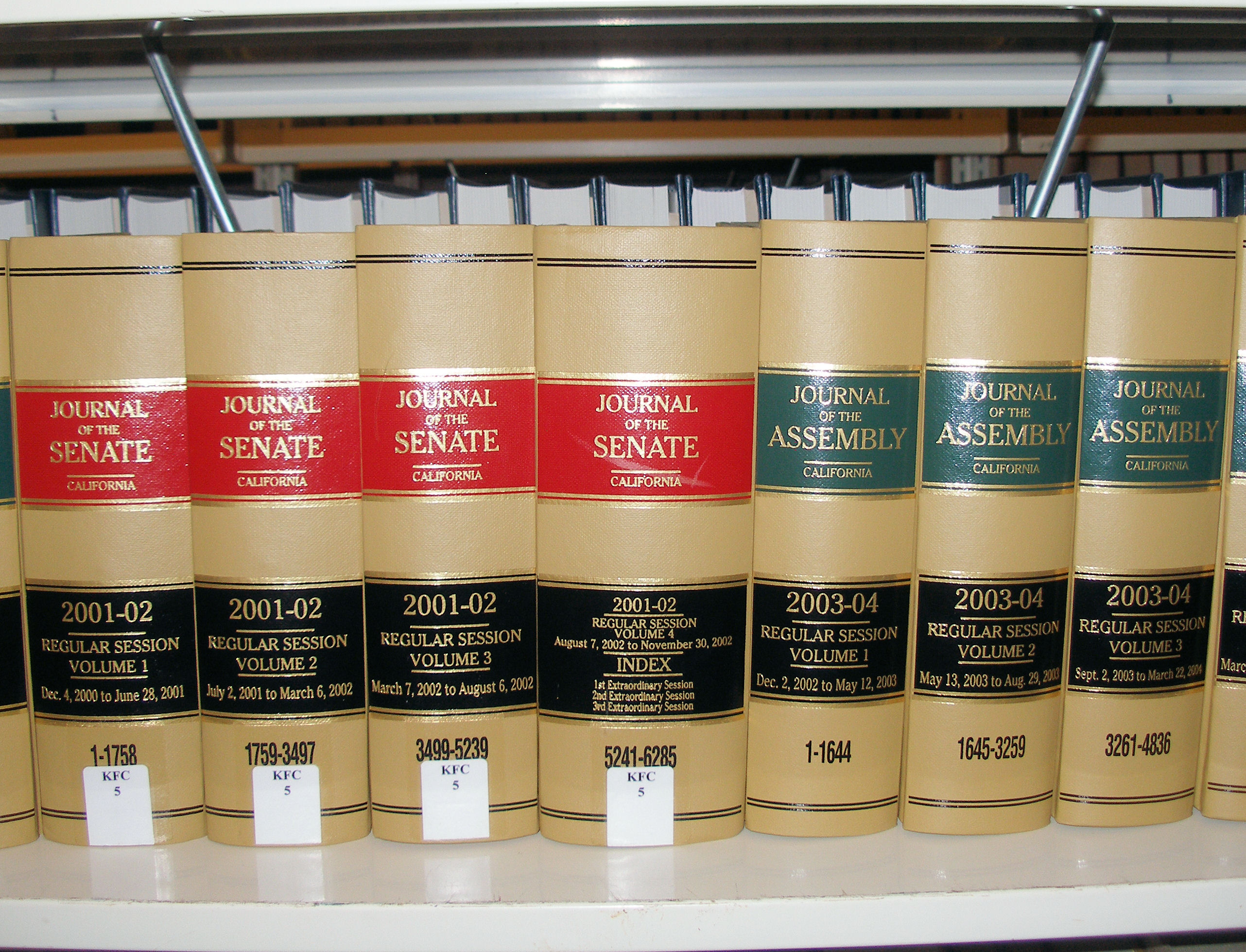
Alcuni dei volumi delle due camere.

La legislatura statale della California è il ramo legislativo dello stato della California. Si tratta di un organo bicamerale che si divide in una camera bassa, l'Assemblea generale della California e in una camera alta, il Senato della California. Quest'organo legislativo siede nel Campidoglio, a Sacramento, capitale dello stato.
Ad eccezione del periodo dal 1995 al 1996, l'Assemblea ha sempre avuto una maggioranza dei Democratici a partire dal 1970. Anche al senato vi è la stessa maggioranza, ma senza interruzioni sempre dallo stesso anno.